# Andrij Kos
Andrij Kos, cyrilicí Андрій Кос (11. prosince 1860 nebo 1864 Pidhirki – 25. března 1918 Kaluš), byl rakouský právník a politik ukrajinské (rusínské) národnosti z Haliče, na počátku 20. století poslanec Říšské rady.

## Biografie
Působil jako advokát a veřejný činitel. Měl pověst jednoho z nejzdatnějších advokátů v Haliči. Absolvoval gymnázium ve Stanislavově a právnickou fakultu Lvovské univerzity. Jako student se seznámil s Ivanem Frankem. Publikoval různá právní pojednání v haličských periodikách. Od roku 1907 byl předsedou pobočky organizace Prosvita v Kaluši. Byl aktivní i v organizaci Sič.
Působil i jako poslanec Říšské rady (celostátního parlamentu Předlitavska), kam usedl ve volbách do Říšské rady roku 1901 za kurii všeobecnou v Haliči, obvod Stryj, Žydačiv, Turka atd. Slib složil 5. února 1901.
V roce 1901 se uvádí jako oficiální rusínský kandidát. Zasedal pak v parlamentním Rusínském klubu.
Během ruské okupace Haliče byl v letech 1915–1917 zajat a vyhoštěn na Sibiř. Zemřel krátce po návratu do vlasti a pohřben byl na hřbitově v Kaluši. V roce 1998 po něm byla nazvána ulice ve městě Kaluš.